# Stardock
Stardock Corporation — компания-разработчик программного обеспечения, основанная в 1991 году. Компания занимается разработкой и издательством компьютерных стратегических игр, а также программ для украшения рабочего стола Windows.

## Игры
- StarCraft: Retribution (1998)
- The Corporate Machine[англ.] (2001)
- Galactic Civilizations (рус. Галактические цивилизации) (2003)
- The Political Machine[англ.] (2004)
- Galactic Civilizations II: Dread Lords (рус. Космическая федерация 2) (2006)
  - Galactic Civilizations II: Dark Avatar (2007)
    - Galactic Civilizations II Gold (рус. Космическая федерация 2. Войны дренджинов. Золотое издание) (Включает Dread Lords и Dark Avatar) (2007)

  - Galactic Civilizations II: Twilight of the Arnor (2008)
    - Galactic Civilizations II: Endless Universe (2008) — включает Dark Avatar и Twilight of the Arnor, не требует наличия Dread Lords, хотя сюжетная кампания Dread Lords также присутствует
      - Galactic Civilizations II Ultimate Edition (рус. Космическая федерация II. Звезды страха) (Включает Dread Lords, Dark Avatar и Twilight of the Arnor) (2009)
- Sins of a Solar Empire (рус. Закат Солнечной империи) (2008)
  - Sins of a Solar Empire: Trinity (рус. Закат Солнечной империи. Новая война) (Включает Sins of a Solar Empire и два дополения: «Последний рубеж» (англ. Entrenchment) и «Дипломатия» (англ. Diplomacy)) (2010)
  - Sins of a Solar Empire: Rebellion (2012)
- The Political Machine 2008[англ.] (2008)
- Demigod (2009)
- Elemental: War of Magic (2010)
- The Political Machine 2012[англ.] (2012)
- Elemental: Fallen Enchantress[англ.] (2012)
  - Fallen Enchantress: Legendary Heroes (2013) — дополнение, не требует наличия оригинальной игры.
- Galactic Civilizations III (2015)
- Sorcerer King (2015)
- The Political Machine 2016 (2016)
- Ashes of the Singularity (2016)
- Offworld Trading Company (2016)
- Star Control: Origins (2018)
- Siege of Centauri (2019)
- The Political Machine 2020[англ.] (2020)